# Ravnik (otok)
Ravnik je majhen nenaseljen otoček v Jadranskem morju (Hrvaška). Spada v Viško otočje.
Ravnik leži pred vhodom v zaliv Rukovac na otoku Visu, okoli 1,5 km južno od naselja Rukovac in 500 m od obale Visa. Njegova površina meri 0,267 km². Dolžina obalnega pasu je 2,74 km. Najvišji vrh na otočku je visok 38 mnv.
Otok je znan po Zeleni jami, ki se nahaja na južni strani otoka. Jama z dvema vhodoma je spomeniško zaščitena. Na vrhu je naravna odprtina, skozi katero podnevi sije Sonce in razkrije zeleno barvo zaliva.